# Inga Lindström: Svens Vermächtnis
Svens Vermächtnis ist ein deutscher Fernsehfilm von Karola Hattop aus dem Jahr 2011. Er ist Bestandteil des ZDF-Herzkino-Sonntagsfilms und der 40. Film der Inga-Lindström-Reihe nach der gleichnamigen Erzählung von Christiane Sadlo. Die Hauptrollen sind mit Marie Zielcke, Xaver Hutter, Elisabeth Böhm und David Bunners besetzt.

## Handlung
Während ihrer Schulzeit auf dem Land waren Elin, Jonas und Sven unzertrennlich. Sie nannten sich ‚die drei Musketiere‘. Heute ist Elin mit Frank verheiratet und arbeitet in seiner Apotheke. Jonas ist Rallyefahrer, kommt in der ganzen Welt herum und ist mit seiner Managerin Mia zusammen. Sven hat den Bauernhof seiner Eltern übernommen. Elin würde gerne schwanger werden, aber es will nicht klappen. Als Jonas von einem Rennen zurückkehrt plagen ihn Schlafstörungen, deshalb möchte er etwas in der Apotheke holen, das ihm hilft. Dort trifft er zufällig wieder auf Elin. Kurze Zeit später erhalten Elin und Jonas eine Einladung von Sven, er hat die Öko-Zertifizierung für seinen Hof erhalten und möchte dies mit ihnen feiern. Er wird auf dem Hof tatkräftig von Annika unterstützt, die normalerweise bei einer Pflegefamilie lebt, den Sommer über aber ein Praktikum bei ihm machen darf. Die Vier verbringen ein tolles Wochenende zusammen, nur Jonas macht sich ein wenig Gedanken, weil er seinem Vater, der zusammen mit seinem Bruder, die eine große Molkerei führt, nicht begegnen will. Niemand weiß, weshalb die beiden nicht mehr miteinander sprechen.
Kurze Zeit später erreicht Elin und Jonas die traurige Nachricht, dass Sven an einem Hirntumor gestorben ist. An der Beerdigung begegnet Jonas seinem Vater, schlägt aber den Vorschlag, sich auszusprechen, aus. Elin und Jonas erfahren, dass Sven ihnen den Hof zu gleichen Teilen vererbt hat. Beide können sich nicht vorstellen, dort zu bleiben und planen, den Hof zu verkaufen. Annika fordert sie aber auf, jetzt mitzuhelfen, da die Arbeit auf dem Hof gemacht werden muss. Irgendwie findet Elin Gefallen an der Arbeit und kann sich vorstellen, etwas länger zu bleiben. Auch wegen Annika, die sonst zu ihren Pflegeeltern zurück müsste. Sie organisiert deshalb alles mit Frau Lund vom Jugendamt. Als sie dann endlich Zeit hat, ruft sie Frank an, um ihm mitzuteilen, dass sie einen Teil des Hofes geerbt hat. Er fällt aus allen Wolken und verlangt von ihr, dass sie sofort den Verkauf in die Wege leitet und nach Stockholm zurückkehrt.
Als Jonas auf dem Hof zwei Milchkannen von der Molkerei seiner Familie entdeckt, meint er, Sven habe mit ihnen zusammengearbeitet. Annika klärt ihn aber auf, dass sie die Milch immer an eine Biomolkerei abgegeben haben. So nimmt er den Traktor und will die beiden Kannen zurückbringen, Elin begleitet ihn. Sie treffen vor der Molkerei zum ersten Mal seit langer Zeit auf Jonas Bruder Mikael, der den Betrieb führt. Auf dem Rückweg müssen sie feststellen, dass ihre Kühe ausgebüxt sind und nun auf einer fremden Weide grasen. Sie treiben die Kühe wieder zurück, als sie danach erschöpft ins Gras fallen, kommen sie sich näher und küssen sich. Frau Lund kommt zur gleichen Zeit auf dem Hof vorbei, weil sie eine wichtige Nachricht hätte, aber Annika versteckt sich vor ihr. Als Elin und Jonas wieder zurück auf dem Hof sind, taucht plötzlich auch Frank zu Besuch auf. Er will Elin nochmals davon überzeugen, dass sie mit ihm zurückkommt, muss aber bald feststellen, dass er keine Chance hat. Elin ist sich nämlich nicht mehr sicher, ob das Leben, das sie bisher mit ihm gelebt hat, das Richtige ist. Jonas begegnet auf der Weide wieder seinem Vater, blockt aber jedes Gespräch weiterhin ab.
Am nächsten Morgen steht Frau Lund wieder vor der Türe, trifft aber nur Frank an. Elin und Jonas haben sich im Kühlraum eingesperrt und nutzen die Zeit, bis sie jemand wieder hinauslässt, um sich innig zu küssen. Danach erfährt Elin von Frau Lund, dass Annika sofort zu ihren Pflegeeltern zurück muss, weil sie nach Trelleborg umziehen. Annika hört es mit und läuft davon. Sie meldet sich aber von unterwegs bei Elin um ihr mitzuteilen, dass sie sich selbst auf den Nachhauseweg gemacht hat. Nachdem Frank abgereist ist sucht Elin Jonas, sie findet ihn im Stall, kurze Zeit später landen die beiden zusammen im Bett. Jonas erhält einen Anruf von Mia, die ihn schon länger sucht, weil er nicht zum vereinbarten Termin erschienen ist. Er macht ihr klar, dass er keine Rennen mehr fahren will. Sei macht ihn auf die Konsequenzen aufmerksam. Er erklärt sich deshalb bereit, die Saison noch zu Ende zu fahren.
Elin besucht das Grab von Sven, dort begegnet sie Jonas Vater Per, der am Grab seiner Frau war. Sie kommen ins Gespräch und endlich erfährt sie, weshalb Jonas und Per nicht mehr miteinander sprechen. Per ist nicht der Vater von ihm und nach dem Tod seiner Mutter hatten sie deswegen Streit und Per hat ihm gesagt, dass er ihn nicht mehr sehen will. Als Elin wieder auf dem Hof ist, taucht plötzlich Annika auf, die nicht zu ihren Pflegeeltern zurückwill. Elin sucht das Gespräch mit Frau Lund und den Pflegeeltern. Mikael eröffnet seinem Vater, dass er ein tolles Stellenangebot erhalten hat und die Firma verlassen möchte. Als Per danach nach Hause geht, wartet Jonas auf ihn, um sich auszusprechen. Sie können sich endlich verzeihen. Elin geht zurück nach Stockholm um ihre Sachen zu packen und Frank zu sagen, dass sie sich von ihm trennt. Jonas hat sich entschieden auch zu bleiben und wartet auf dem Hof, bis Elin zurückkehrt. Sie müssen sich eingestehen, dass Sven sich etwas gedacht hat, als er ihnen gemeinsam den Hof vererbt hat.

## Hintergrund
Svens Vermächtnis wurde vom 16. Juni bis zum 8. Juli 2011 an Schauplätzen in Stockholm, Nyköping und Umgebung gedreht. Produziert wurde der Film von der Bavaria Fiction GmbH.

## Rezeption

### Einschaltquote
Die Erstausstrahlung am 23. Oktober 2011 im ZDF wurde von 6,14 Millionen Zuschauern gesehen, was einem Marktanteil von 16,6 % entspricht.

### Kritiken
Die Kritiker der Fernsehzeitschrift TV Spielfilm zeigten mit dem Daumen geradeaus und fassten den Film mit den Worten „Auch beim Jubiläum wird alles, alles gut!“ kurz zusammen.
Rainer Tittelbach von Tittelbach.tv meinte dazu „Die Bavaria hat sich für die 40. Inga-Lindström-Mär viel Mühe gegeben. Christiane Sadlo rührt schwere Motive wie Tod, Bestimmung, Vater-Sohn-Konflikt, Glückssuche in eine leichte, schaumige Liebescreme, von der der Fan schwer ablassen dürfte, sich am Ende aber nicht den Magen verderben wird.“ und „Marie Zielcke und Xaver Hutter sind ein Traumpaar fürs Sehnsuchtsland Schweden.“